# Mennica Bułgarska
Mennica Bułgarska (bułg. Монетен двор) – mennica założona w 1952 roku, odpowiedzialna za produkcję monet Bułgarii. Właścicielem mennicy jest Narodowy Bank Bułgarii.
Przedmiotem działalności oprócz monet są również ordery, medale i insygnia państwowe, plakiety, stemple, naszyjniki oraz inną biżuterię. Wspólnie z Narodowym Muzeum Militarnym organizuje wystawę Orderów Bułgarskich.

## Historia
Pierwsze monety mennica wyprodukowała w 1952, roku jej utworzenia. Były to brązowe 1, 3 i 5 stotinek oraz miedzioniklowe 10 i 20 stotinek. Ordery i medale są produkowane od 1962 roku. Od 1965 mennica wytwarza różne kosztowności ze złota oraz srebra.
Pierwsze monety kolekcjonerskie z platyny zostały wybite w 1994 roku.